# Чубукаран (Слакбашівська сільська рада)
Чубукара́н (рос. Чубукаран, башк. Сыбыҡаран) — присілок у складі Белебеївського району Башкортостану, Росія. Входить до складу Слакбашівської сільської ради.
Населення — 25 осіб (2010; 33 в 2002).
Національний склад:
- чуваші — 94 %